# Vicente Monje
Vicente Alfredo Monje (* 22. Juni 1981 in Yuto) ist ein argentinischer Fußballspieler.

## Karriere
Monje begann mit dem Profifußball 2002 bei Gimnasia y Tiro und spielte hier bis zum Sommer 2004 als Ergänzungsspieler. Zur Spielzeit 2004/05 wechselte er zum Club Atlético Atlanta. Hier fand er schnell in die Stammformation und machte mit 13 Toren in 45 Begegnungen das erste Mal auf sich aufmerksam. So kam es auch, dass er bereits nach einer Spielzeit zum Ferro Carril Oeste wechselte. Bei diesem Verein erzielte er bis zur Winterpause 15 Tore in zwölf Begegnungen. Infolge dieser Leistung wurde er zur Rückrunde an den belgischen Erstligisten Beerschot AC verkauft. Bei Beerschot fand er nicht in die Mannschaft und kehrte bereits zum Saisonende zu seinem alten Verein Ferro Carril Oeste zurück. Hier gelang ihm erneut eine überzeugende Rückrunde. So wurde er erneut zur Winterpause abgegeben. Diesmal an den griechischen Erstligisten Olympiakos Volos. Bei diesem Verein spielte er zwei Jahre durchgängig und wechselte zum Sommer 2011 innerhalb der Liga zu Olympiakos Piräus. Hier tat er sich schwer in die Mannschaft zu kommen und saß überwiegend auf der Ersatzbank. Mit seiner Mannschaft gewann er zum Saisonende die Meisterschaft der Super League und den Griechischen Fußballpokal.
Zur Saison 2012/13 wechselte er zum türkischen Erstligisten Orduspor.

## Erfolge
- Mit Olympiakos Piräus
  - Griechischer Meister (1): 2011/12
  - Griechischer Pokalsieger (1): 2011/12